# Craig Pawson

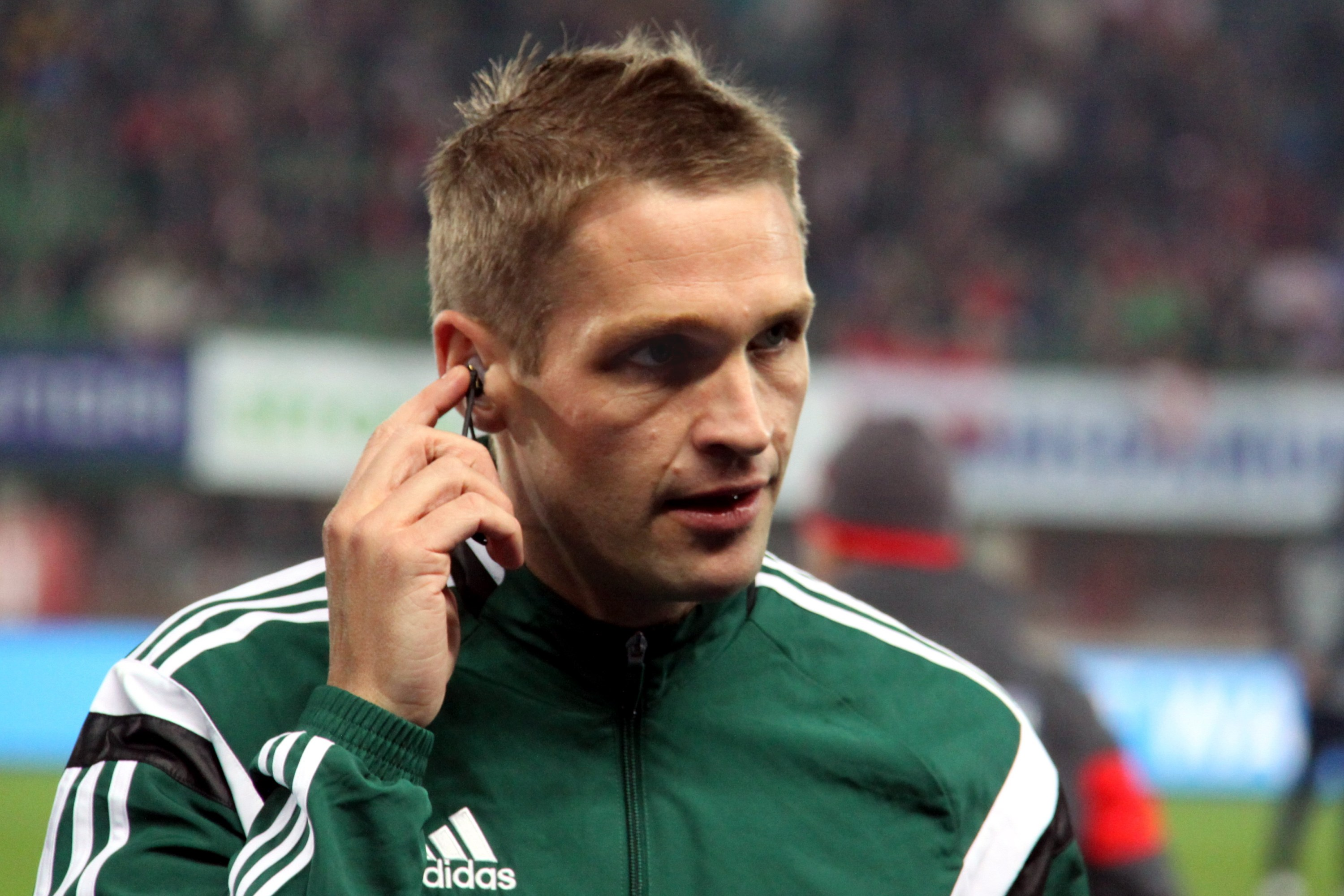
Craig Pawson (2014)

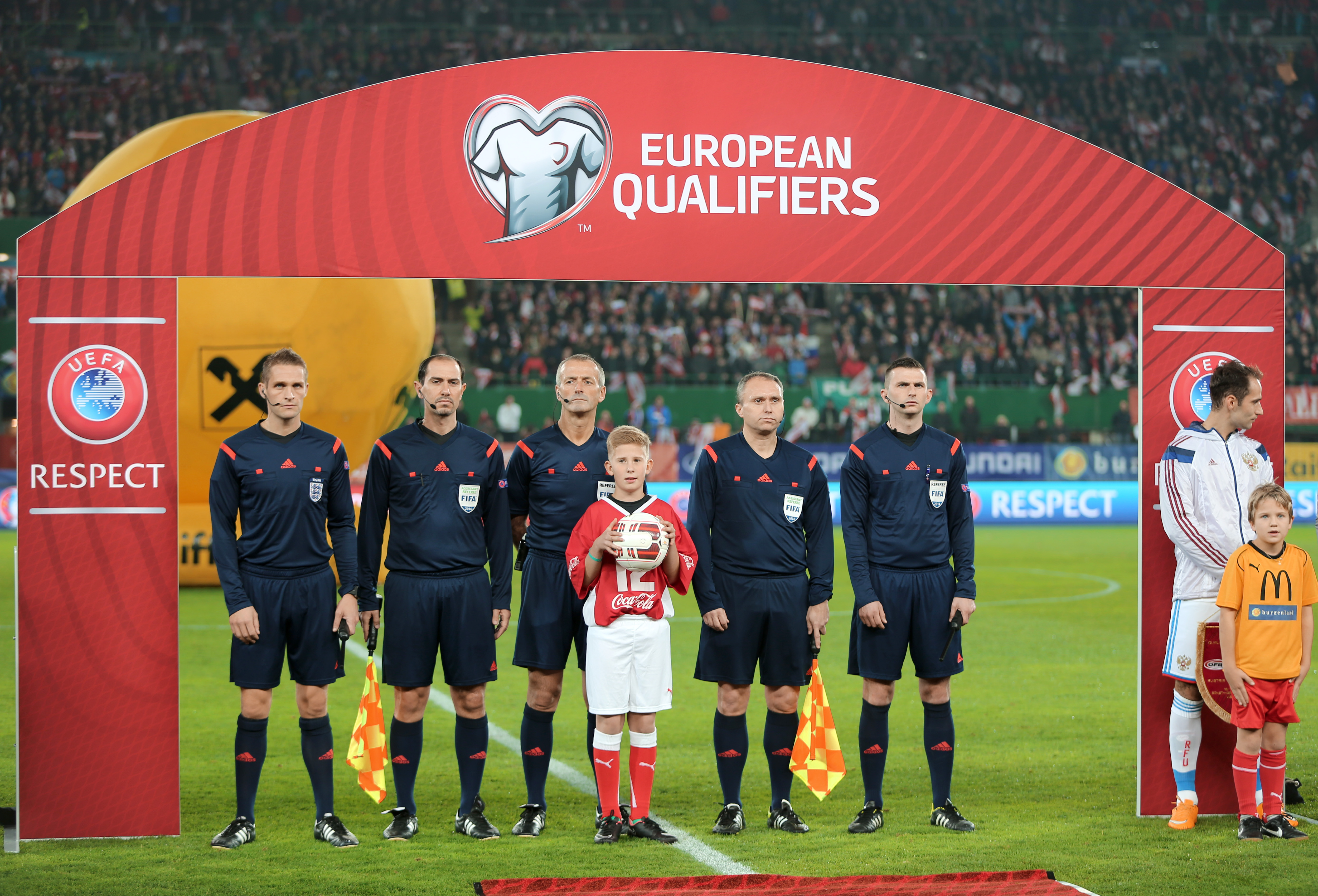
Craig Pawson (links) bei einem Spiel in der EM-Qualifikation 2014

Craig Pawson (* 2. März 1979) ist ein englischer Fußballschiedsrichter.
Pawson leitet seit März 2013 Spiele in der Premier League und hatte in dieser bereits über 250 Einsätze.
Seit 2015 steht Pawson auf der Liste der FIFA-Schiedsrichter und leitet internationale Fußballspiele. Er gehörte zur Gruppe der UEFA-First-Category-Schiedsrichter, der zweithöchsten Schiedsrichter-Kategorie.
In der Saison 2015/16 leitete Pawson erstmals ein Spiel in der Europa League, in der Saison 2018/19 erstmals ein Spiel in der Champions League. Zudem pfiff er bereits Partien in der Nations League, in der EM-Qualifikation für die Europameisterschaft 2021, in der europäischen WM-Qualifikation für die Weltmeisterschaft 2018 in Russland und die WM 2022 in Katar sowie Freundschaftsspiele.
Bei der Europameisterschaft 2016 in Frankreich war Pawson Torrichter im Team von Martin Atkinson. Am 25. Februar 2018 leitete Pawson das Finale des EFL Cups 2017/18 zwischen dem FC Arsenal und Manchester City (0:3). Bei der U-17-Weltmeisterschaft 2019 in Brasilien war Pawson als Videoschiedsrichter im Einsatz. Am 14. Mai 2022 war Pawson Schiedsrichter im Finale des FA Cups 2021/22 zwischen dem FC Liverpool und dem FC Chelsea (0:0 n. V., 6:5 i. E.).